# Studenica kolostor
A Studenica kolostor (szerbül: Манастир Студеница / Manastir Studenica) egy 12. századi szerb ortodox kolostor, amely Kraljevótól 39 kilométerre délnyugatra és Ivanjicától 40,9 kilométerre keletre, Közép-Szerbiában található. Az egyik legnagyobb és leggazdagabb a szerb ortodox kolostorok között. Történelmi jelentősége kiemelkedő, több szerb uralkodó végső nyughelye, emellett az önálló szerb királyság és a szerb ortodox egyház is itt jött létre.
Nemanja István szerb fejedelem, a középkori szerb állam létrehozója 1190-ben alapította a kolostort. A komplexum erődített falai két templomot ölelnek körül: a Szűz Mária-templomot és a Király-templomot, mindkettő fehér márványból épült. A kolostor leginkább a 13. és 14. századi bizánci stílusú freskók gyűjteményéről ismert.
Studenicát 1979-ben a kivételes jelentőségű kulturális műemlékké nyilvánították, és állami védelem alatt áll, 1986-ban pedig az UNESCO felvette a kolostort a világörökségi helyszínek listájára.

## Története
A Szent Szűz bemutatásának szentelt Studenica kolostor a szerbiai templomok anyatemploma. Meglehetősen hosszú idő alatt épült fel. A munkálatok első szakasza 1196 tavaszára fejeződött be, amikor Nemanja István lemondott és szerzetesi fogadalmat tett a kolostorban. 1196-ban, amikor később az Athosz-hegyi Hilandarba távozott, fia és utóda, Nemanjics István vette át Studenica patronálását. 1199-ben a Simon szerzetesi nevet fölvett Nemanja Hilandarban meghalt. Nemanja harmadik fia, Rastko (a későbbi Szent Száva), miután kibékült testvéreivel, Istvánnal és Vukánnal, apja ereklyéit Studenicába vitette. Száva gyámsága alatt Studenica a középkori Szerbia politikai, kulturális és szellemi központjává vált.
Studenica a Nemanjić-dinasztia tagjainak folyamatos támogatását élvezte. Radoszláv István király 1235-ben pompás narthexszel bővítette a templomot. II. István Uroš egy kicsi, de szép templomot építtetett, amelyet Szent Joachim és Anna tiszteletére szenteltek.
Az utolsó középkori szerb állam 1459-es bukása óta a törökök gyakran támadták a kolostort. Az első jelentős helyreállításra a károkat 1569-ben került sor, amikor a Szűz Mária-templom freskóit újrafestették. A 17. század elején földrengés és tűzvész sújtotta a kolostort, a történelmi dokumentumok és a művészeti örökség jelentős része megsemmisült és örökre elveszett.

## Építészeti jellemzői
A Szűz Mária-templom kupolás, egyhajós bazilikális elrendezésű épület. A keleti végén háromoldalú apszis található, míg a nyugati oldalra egy meghosszabbított narthex néz; északon és délen előcsarnokokkal is ellátták. 1230-ban egy nagy exonarthexszel bővítették. A homlokzatokat fehérmárvány-lapokkal, belül tufatömbökkel burkolták. Külsőleg a templom harmonikusan egyezteti a kor két nagy építészeti stílusát, a román és a bizánci stílust. E két stílus keveredése végül egy sajátos építészeti stílust eredményezett, amelyet Raška iskolájának neveznek.
A Szűz Mária-templomtól északnyugatra található Szent Joachim és Anna temploma, amelyet alapítójáról, Milutin királyról Király-templomnak is neveznek. A templom 1314-ben épült, összenyomott kereszt alakban, külső szerkezete nyolcszögletű kupola. Kőből és tufából épült, vakolt homlokzatokkal.
A Studenica kolostor komplexumához tartozik a Szent Miklós-templom, egy kis egyhajós templom, amelynek belsejét a 12. vagy valószínűbb módon a 13. század elejéről származó freskók díszítik. A Szent Miklós-templom és a Király-templom között találhatók a mára már elpusztult, Keresztelő Szent Jánosnak szentelt templom alapjai. A Szűz Mária-templomtól nyugatra található egy régi, törmelékből épült refektórium, amely Szent Száva metropolita idején épült. Végül a kolostoregyüttes nyugati oldalán található a 13. században emelt harangtorony. Régen kápolna volt benne; ma már csak a freskók töredékei láthatók a belsejében. A narthex külső részén található freskófestés maradványai is számon vannak tartva, amelyek pompásan ábrázolják a Nemanjić-dinasztia családfáját. Ezek nyilvánvalóan a Szűz Mária-templom freskóihoz kapcsolódnak, amelyek 1208-1209-ből származnak.
A Studenica refektóriumától északra található a 18. századi szerzetesi rezidencia, amely ma múzeumnak ad otthont, és a Studenica-kincstár számos értékes kiállítási tárgyát mutatja be. A gyakori háborúk és fosztogatások azonban jelentősen csökkentették a kincstárban megőrzött értékeket. Az épületegyüttest egy nagy méretű, ellipszis alakú kőfal veszi körül, melyen két kapu nyílik.

## Művészeti alkotások
A studenicai szobrászat művészi teljesítménye a Szűz Mária-templom négy portáljában csúcsosodik ki, elsősorban a nyugati, a narthex és az exonarthex közötti belső portálban. Az északi falon, a kupola alatt található egy sok négyzet alakú üvegből álló ablak, amelynek ólomtáblára vésett medalionjai nyolc fantasztikus állatot – a Szűzanya erényeinek szimbólumait – ábrázolnak, valamint két rozettát, amelyek az Isteni Mindent Látó Szemet jelképezik. A kőművesek és kőfaragók valószínűleg az Adria vidékéről érkeztek Studenicába, talán Kotorból, ahol Nemanja egykori palotája állt. A nyugati portál timpanonján szerb betűkkel írt feliratot hagytak hátra.
A Szűz Mária-templomot a 13. század első évtizedében festették ki. Az eredeti freskók részben megmaradtak az oltárrészen, a kupola alatt, a nyugati falon és a hajó alsó regisztereiben. A legpompásabb ábrázolás a keresztre feszítés, amelyet 1209-ben festettek kék alapra, és amely a szerb művészet egyik legkiemelkedőbb teljesítménye. A déli falon található az „alapítók kompozíciója”, amely a Szűzanyát ábrázolja, amint Nemanját (Szent Simont) a templom makettjével együtt Jézus Krisztushoz, mint a pártatlan bíró elé kíséri. A narthexet 1569-ben festették ki. Ezek a freskók tartalmazzák az utolsó ítélet gyönyörű ábrázolását a felső regiszterekben, valamint Nemanja feleségének, Annának, a később Szent Anasztázia néven kanonizát apácának a portréját.
A Király-templomban található legkorábbi freskó a bizánci művészet legfőbb teljesítménye a régióban. A Radoszláv-féle narthex és a mellékhajók freskói az 1230-as évekből származnak, és szoros kapcsolatot mutatnak a főtemplom festészeti stílusával. A Szent Miklósnak szentelt északi kápolnában egy Hetoimázia-kompozíció és egy Szent Miklós életével foglalkozó freskóciklus található. A déli kápolnában található II. István és Radoszláv király portréja feleségével, Anával. A narthex északi falán a szerb egyház három méltóságát ábrázolják: Száva, Arszenyije és II. Száva (Radoszláv testvére) érsekek alakját.

## Galéria

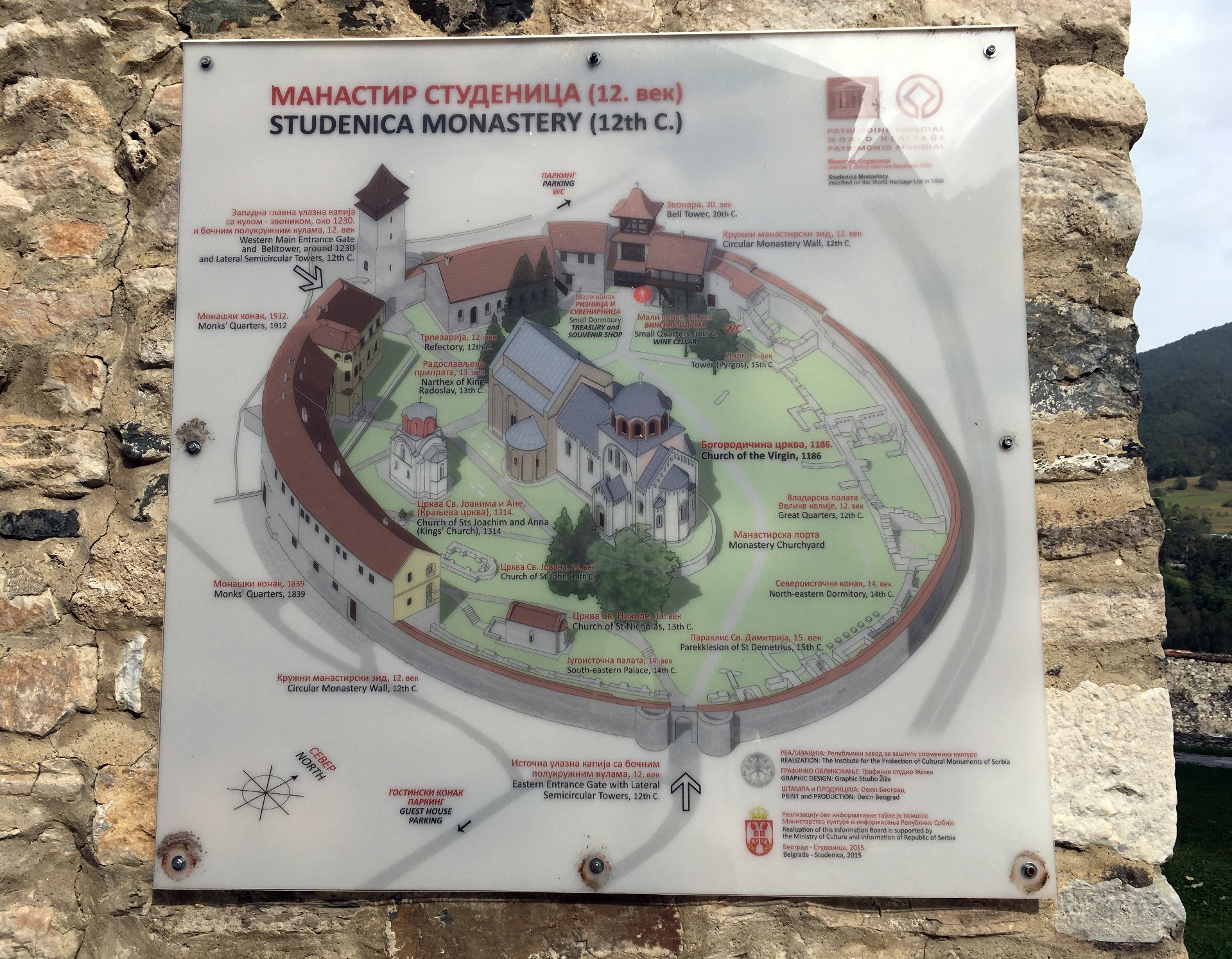
A kolostoregyüttes térképe
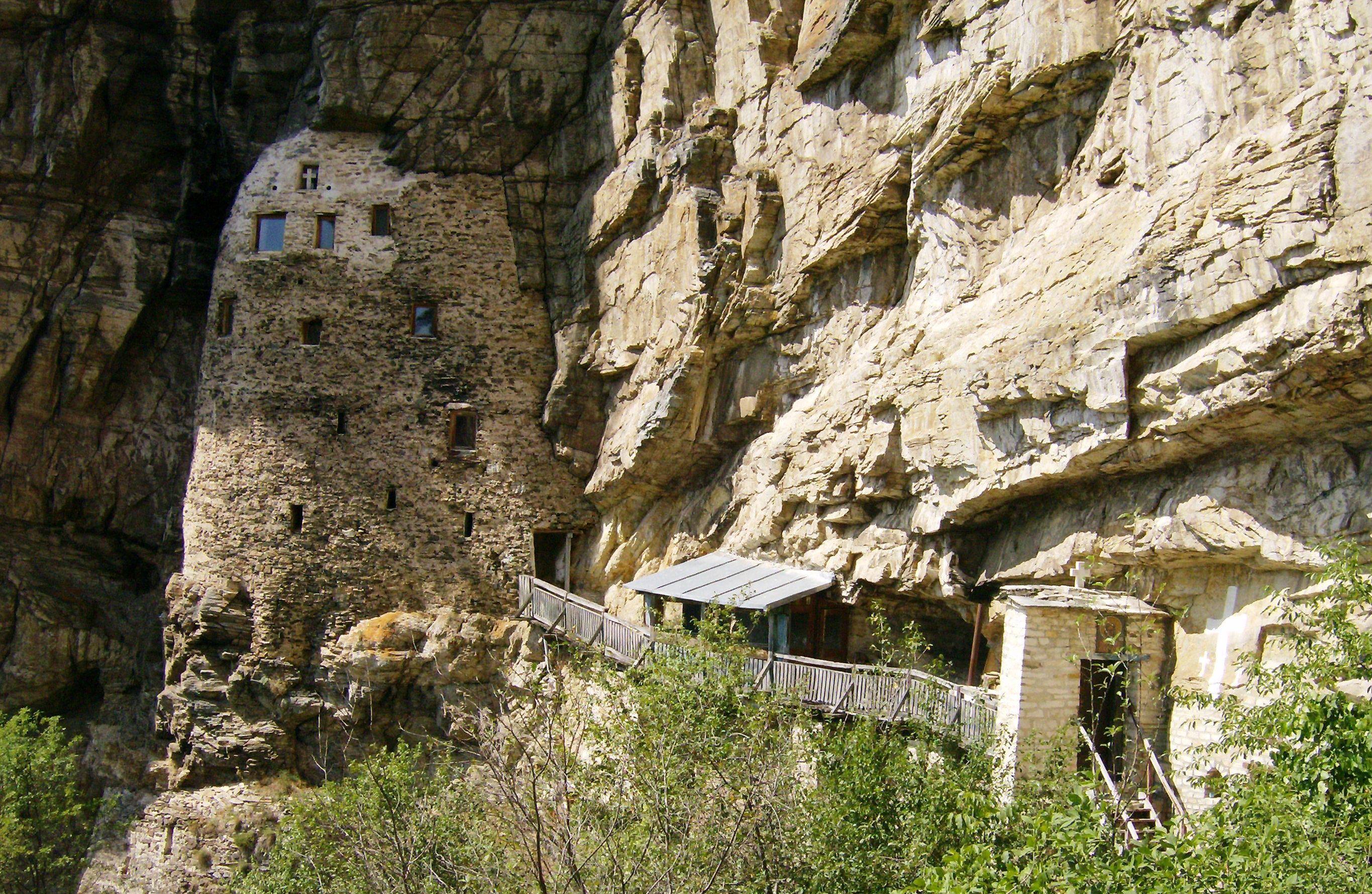
A hegybe vájt szerzetesi cellák
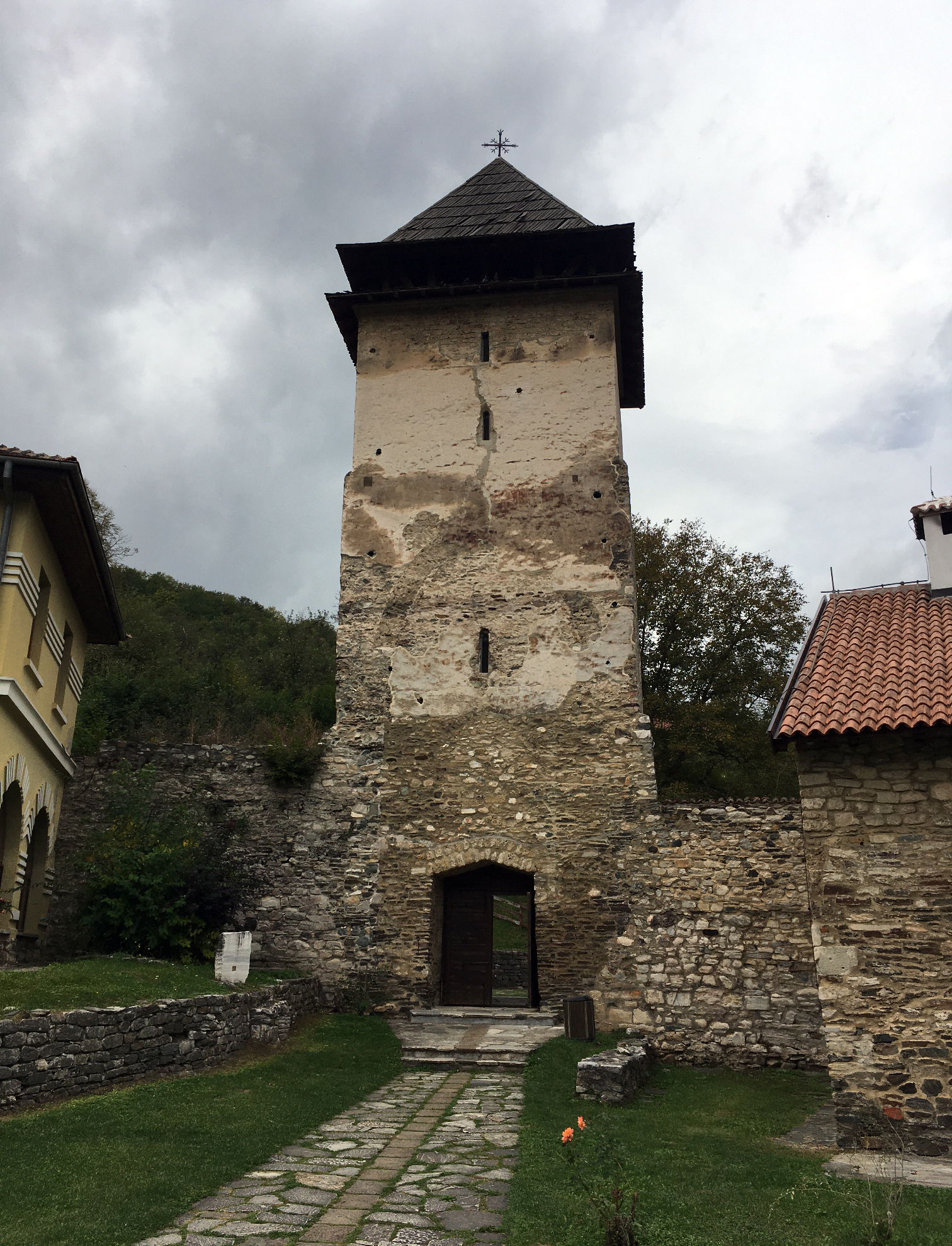
A külső falgyűrű kaputornya (1230)
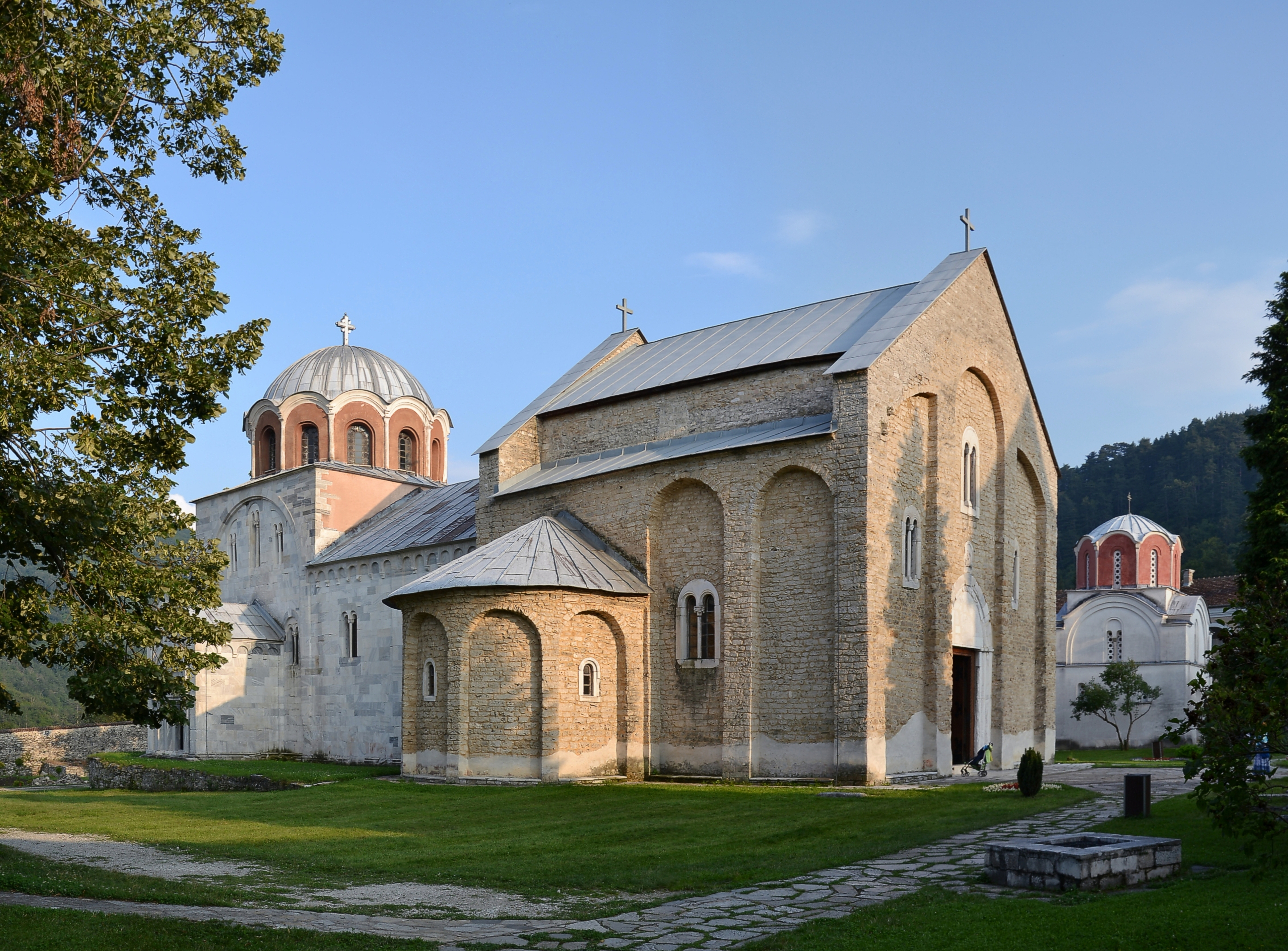
A Szűz Mária-templom két elkülönülő része
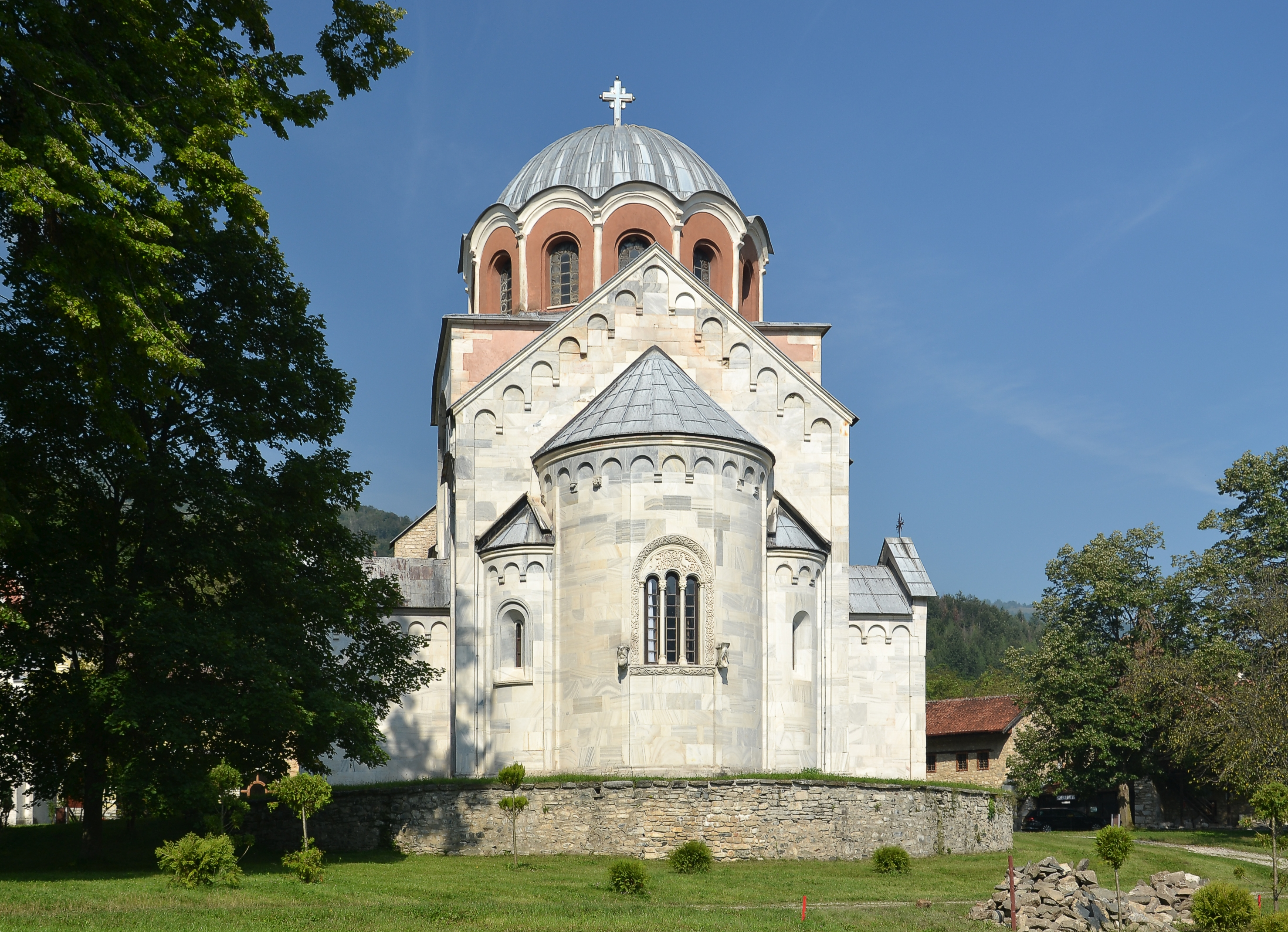
A márvánnyal burkolt különleges szentély-és narthex-komplexum
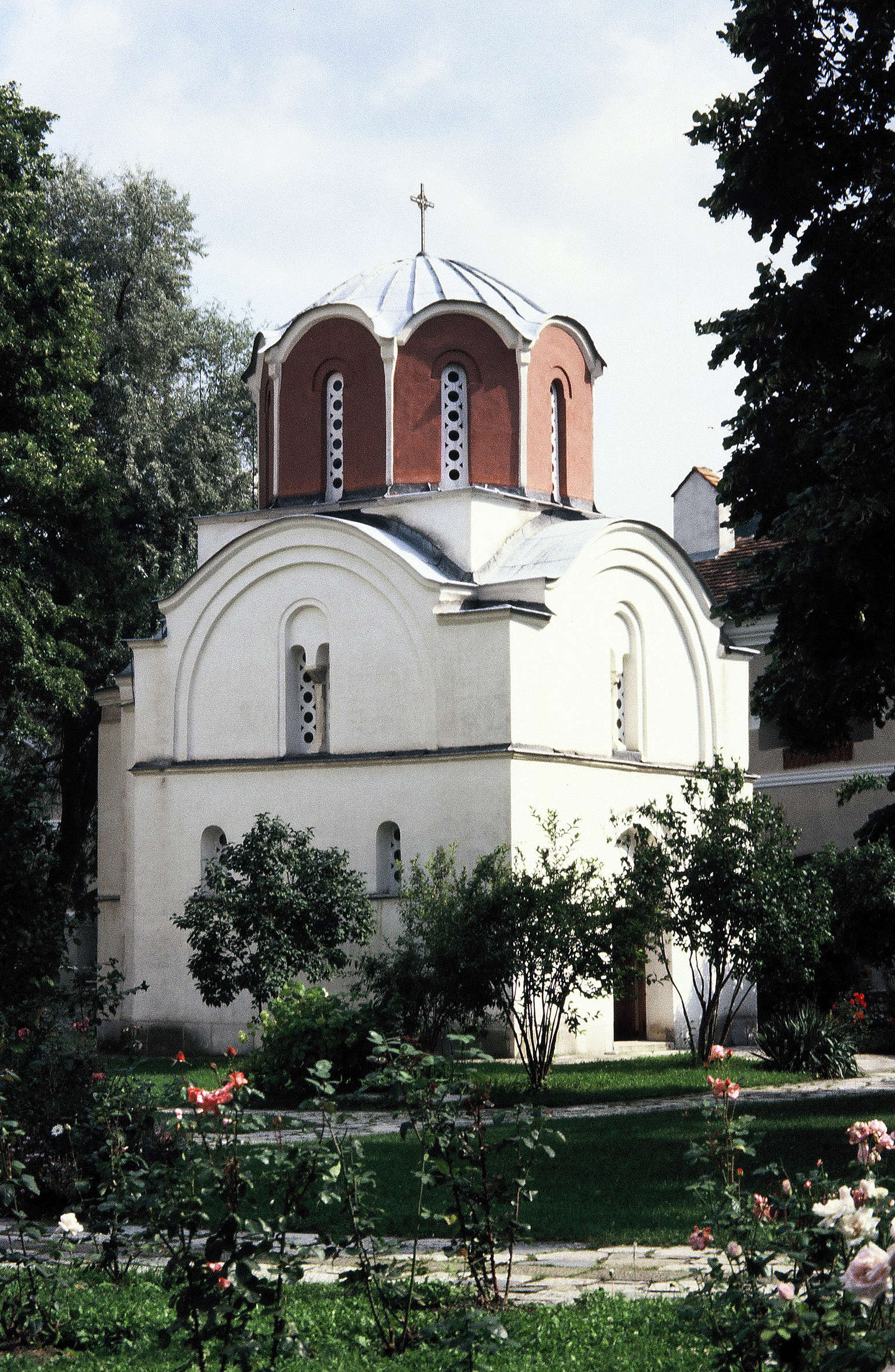
A Király-templom
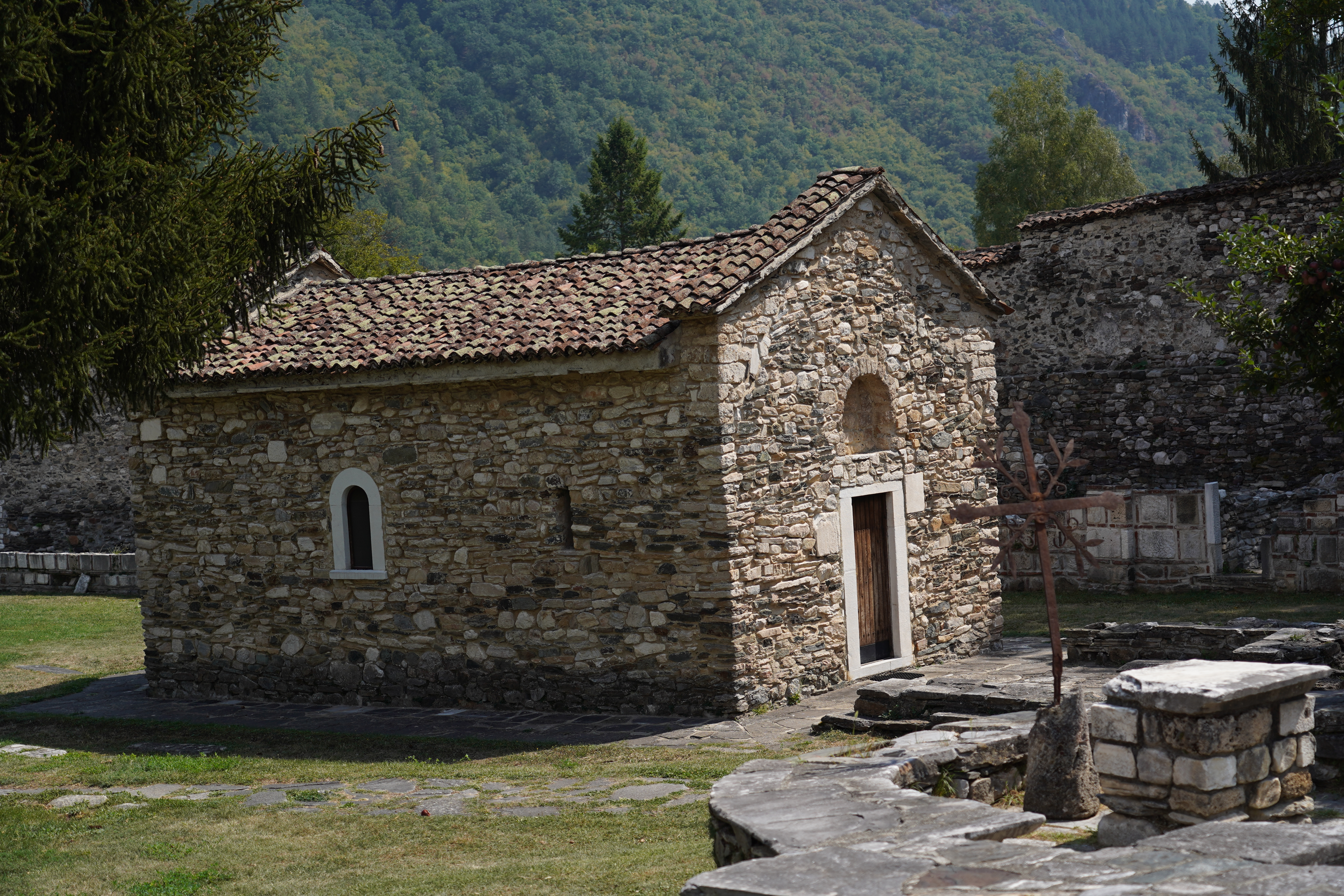
Az apró Szent-Miklós-templom
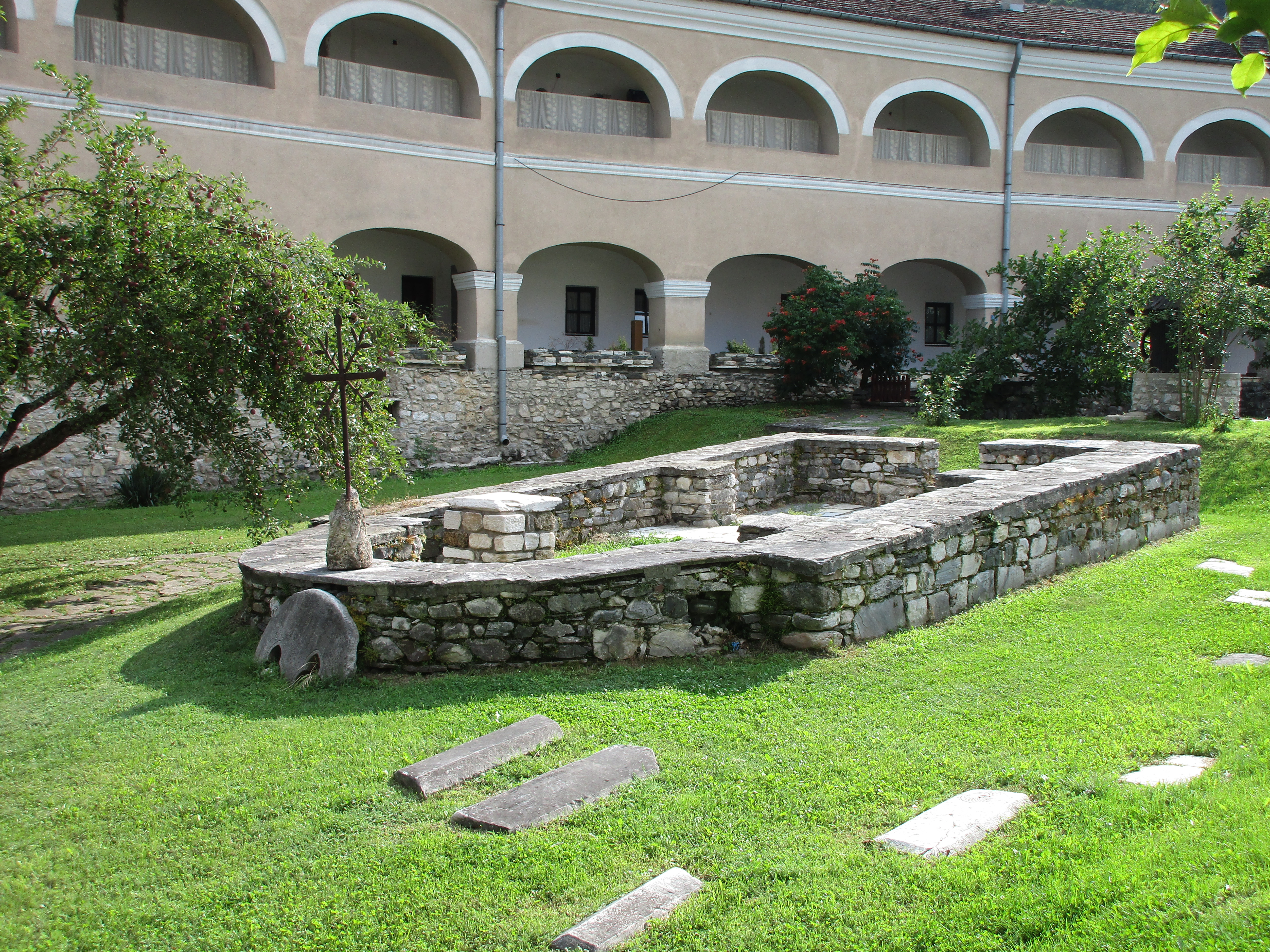
A Kereszteló János-templom alapjai, a háttérben a szerzetesek 19. század elején épült cellái
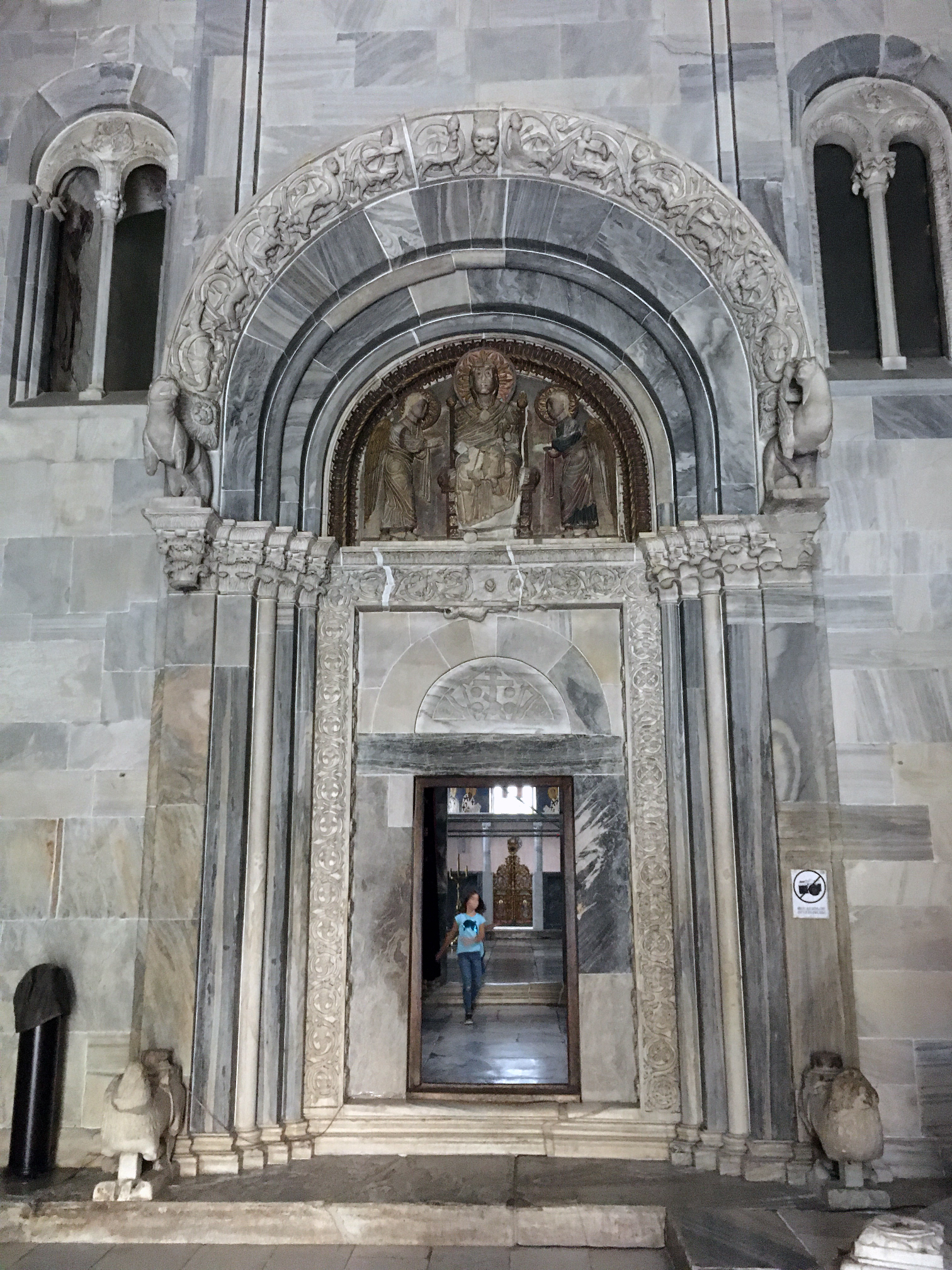
A gazdagon faragott belső portál
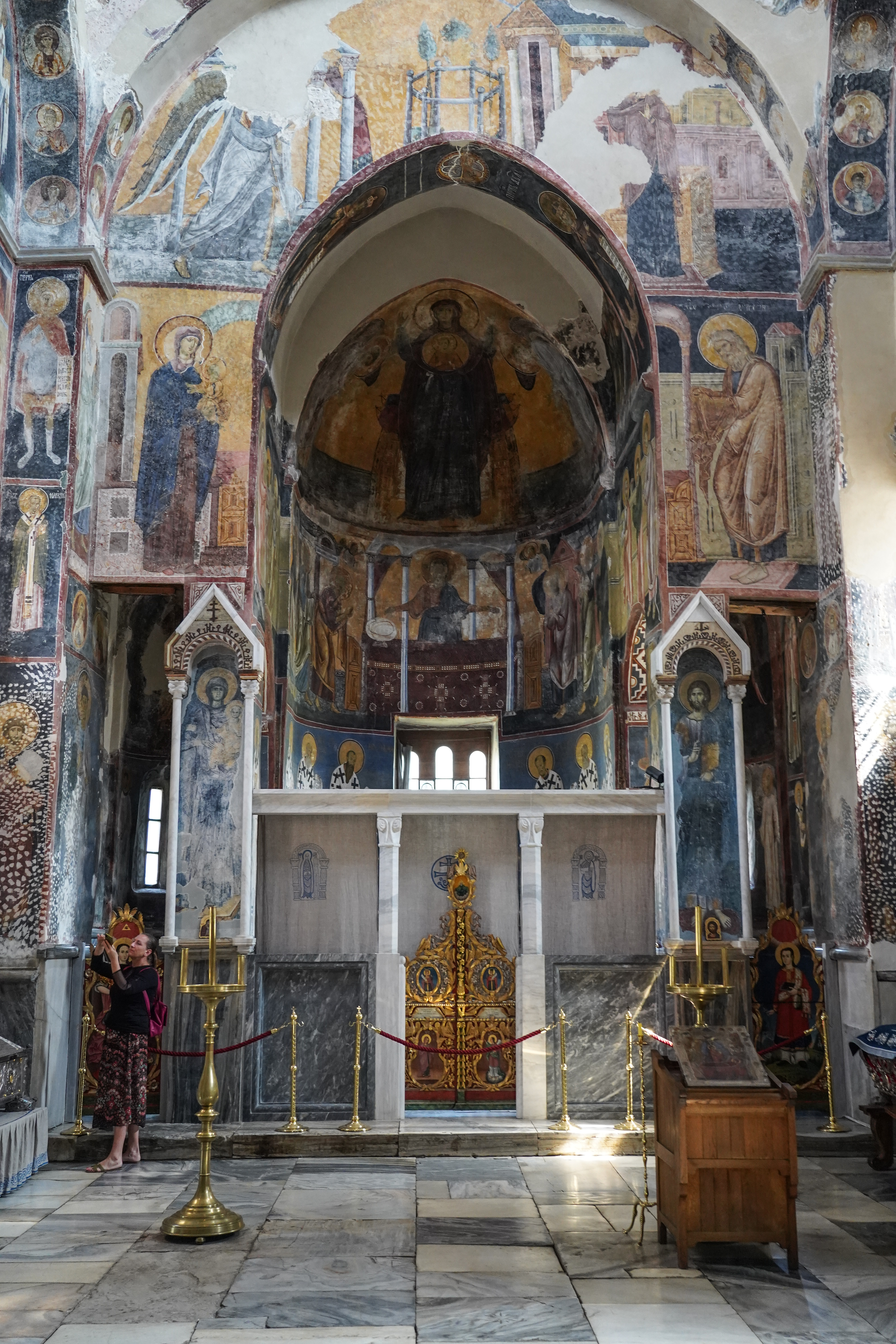
A díszes szentély és apszisa
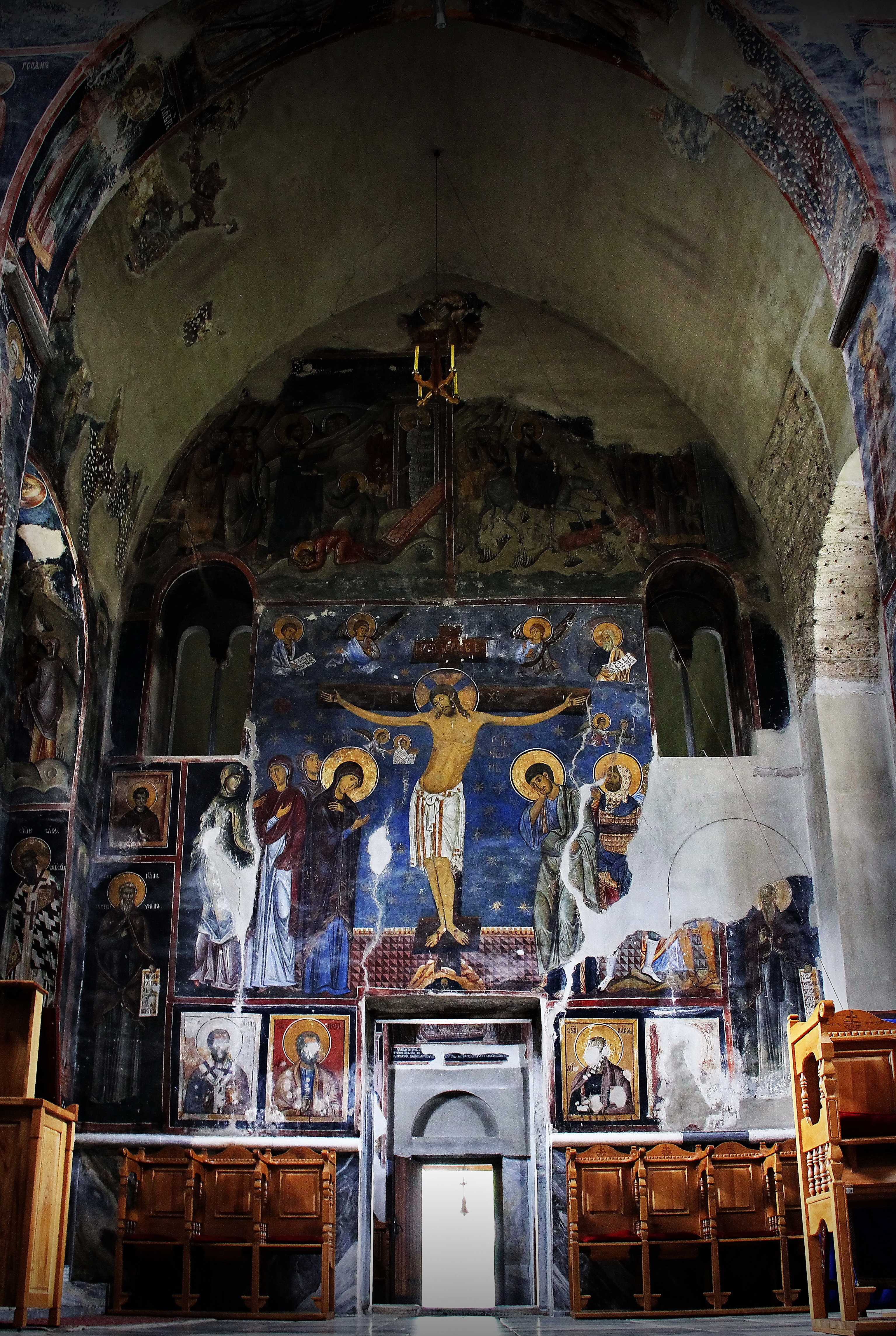
A templom legjelentősebb freskója: Jézus keresztre feszítése
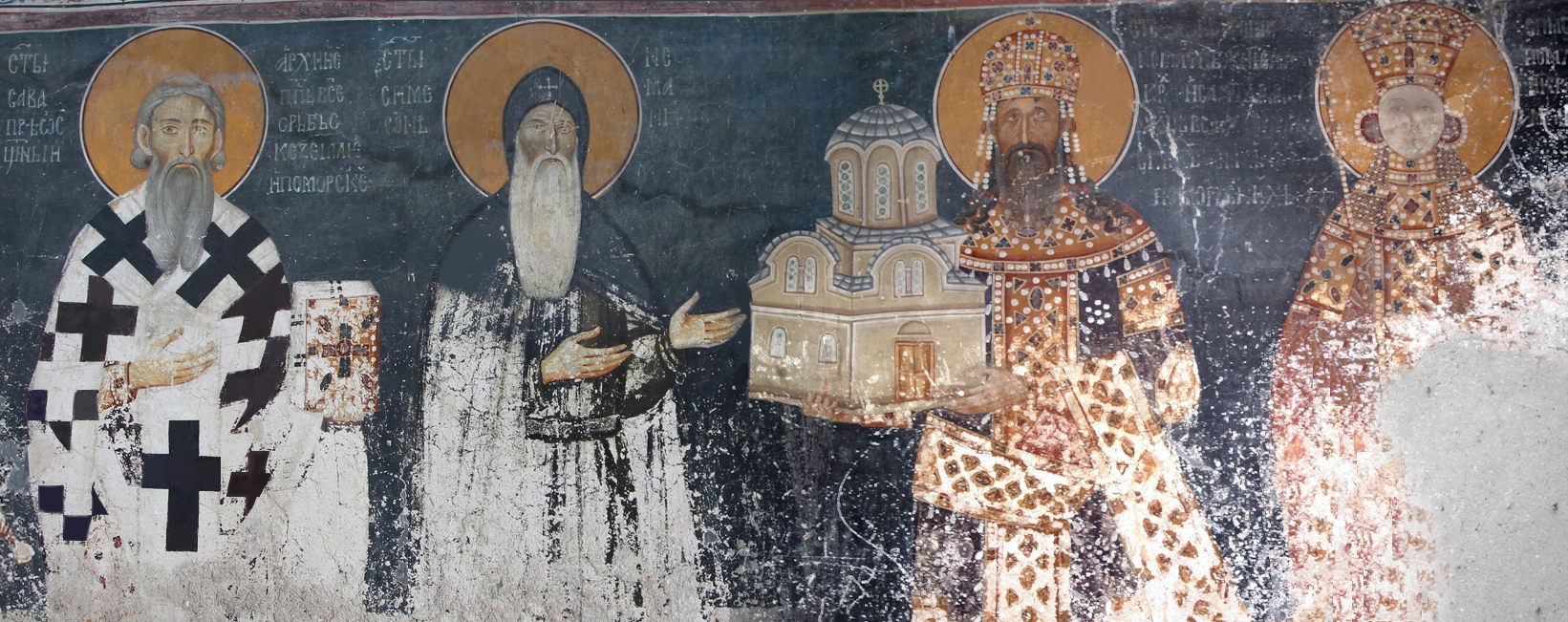
Az alapítók (balról jobbra): Szent Száva, Szent Simon (Nemanja István); II. István Uroš és felesége
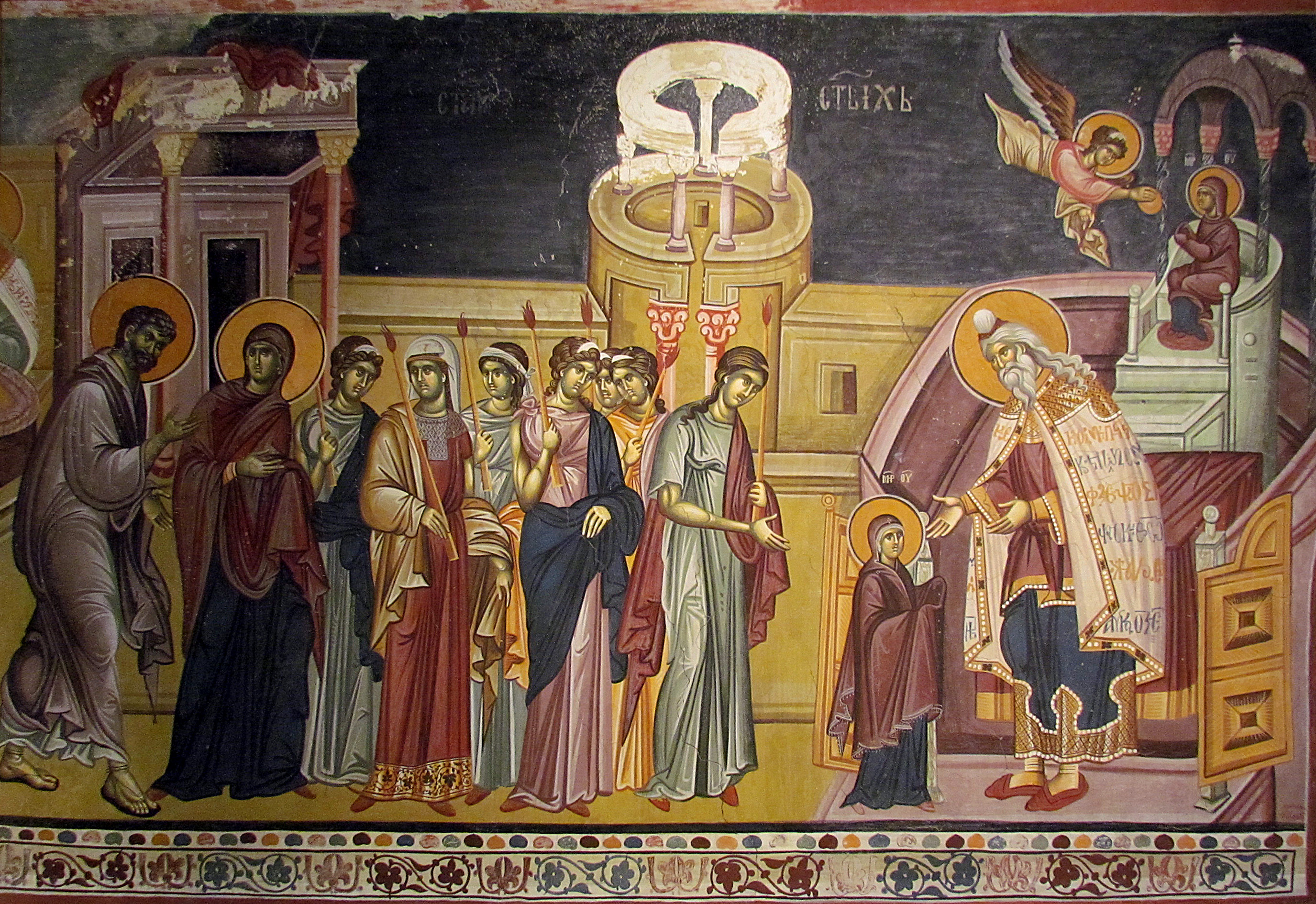
Szűz Mária bemutatása a templomban (1313-14 körül)
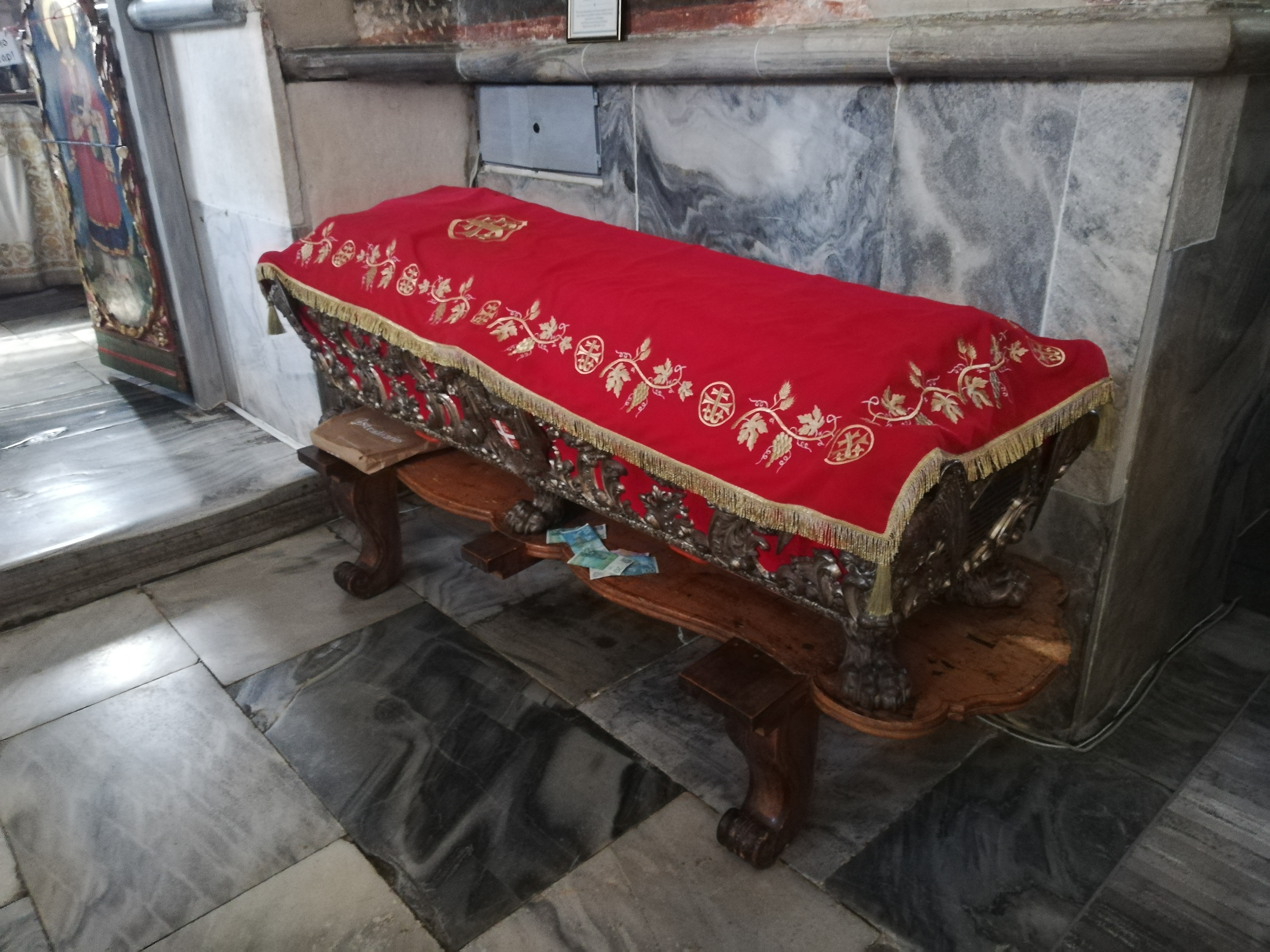
Nemanjić István, az első szerb király koporsója

## Fordítás
- Ez a szócikk részben vagy egészben  a   Studenica Monastery című angol Wikipédia-szócikk ezen változatának fordításán alapul.  Az eredeti cikk szerkesztőit annak laptörténete sorolja fel. Ez a jelzés csupán a megfogalmazás eredetét és a szerzői jogokat jelzi, nem szolgál a cikkben szereplő információk forrásmegjelöléseként.